# Холодный расчёт
«Холодный расчёт» (англ. The Card Counter, букв. «Считающий карты») — художественный фильм режиссёра Пола Шредера. В главных ролях — Оскар Айзек, Тай Шеридан, Тиффани Хаддиш и Уиллем Дефо. Одним из продюсеров фильма выступил Мартин Скорсезе.
Премьера фильма состоялась 2 сентября 2021 года на 78 Венецианском международном кинофестивале. В российский прокат фильм вышел 23 сентября.

## Сюжет
Уильям Телл (Оскар Айзек), картёжник, человек с тёмным прошлым и  бывший военный, отсидевший в тюрьме. Путешествуя на своем автомобиле от одного игорного заведения к другому, он рассказывает о своей философии азартных игр — не повышать ставки при минимальных шансах на успех, поднимать их, только если они выше средних подсчётов, и много не выигрывать. Хорошо считать карты Телл научился в тюрьме, где рутина и однообразие позволили ему погрузиться в подсчёт и отвлечься от прошлого и текущего. Если игрок не выигрывает много, то для казино он не интересен, он просто никто — анонимный игрок, случайно ухвативший удачу за «хвост».
Выиграв в блэкджэк 750 долларов, Телл отправляется в мотель, он никогда не останавливается в гостиницах при казино, где снимает номер. Зайдя в свой номер Уильям в первую очередь снимает картины, затем отключает телефон и убирает его с видного места, далее начинает накрывать всю мебель в номере простынями, обматывая шпагатом каждую ножку стула, кровати, стола. Номер становится белым, словно «чистый лист» с которого начинают жизнь с нуля, и теперь ничто не может отвлечь его от погружения в воспоминания своего прошлого и анализ дня прошедшего.
В одном из казино Уильям встречает Ла Линду (Тиффани Хаддиш), знакомую из мира азартных игр. Она управляет конюшней, группой инвесторов, которые спонсируют игроков за процент от их выигрыша. Она предлагает Уильяму поучаствовать в крупной игре в покер, с большим выигрышем, но он отказывается, предпочитая анонимность.
В Атлантик-Сити Уильям случайно попадает на семинар по безопасности, проводимый майором Джоном Гордо (Уиллем Дефо), но затем почти сразу же решает уйти, однако на выходе молодой человек, Кёрк (Тай Шеридан), подсовывает ему листок бумаги со своим именем и номером телефона, и просит с ним связаться. После того, как Теллу приснился кошмар о лагере пыток, он звонит Кёрку и договаривается о встрече с ним в одном из местном кафе. Кёрк говорит Уильяму, что знает, кто он на самом деле — солдат, которого судили и осудили за его роль в пытках и жестоком обращении с заключенными, в тюрьме Абу-Грейб. После этого Кёрк объясняет, что его отец был в Абу-Грейбе, и также как Телл отсидел срок за издевательства над заключенными. Отец был жестоким человеком и  постоянно избивал мать Кёрка и его самого, а после резкого ухода жены в никуда (она даже ничего не забрала из вещей) вся его ненависть переместилась на сына, и в конце концов он покончил с собой. Во всем этом Кёрк считает виновным майора Гордо, он был частным подрядчиком, и руководил пытками в тюрьме, однако когда обо всем узнала пресса и правда выплыла наружу Гордо испарился, а осудили тех, кто был на фото. Кёрк просит помощи Уильяма  поймать, замучить и убить Гордо, но тот отказывается. Спустя некоторое время Уильям, желая чтобы Кёрк избежал жестокой жизни, просит Кёрка составить ему компанию в поездках пока он играет — порой одному слишком одиноко, и это начинает угнетать.
Давая деньги Кёрку на ставки и мелкие расходы (он делает ставки в букмекерских конторах), Уильям проникается к нему, и считает, что это его шанс заслужить прощение — помочь парню начать новую жизнь. На их следующей остановке Телл связывается с Ла Линдой, и сообщает ей, что передумал и хочет поехать в тур World Series of Poker, выиграть достаточно денег для того, чтобы помочь Кёрку закрыть его долги и попытаться всё начать с начала. Уильям  планирует отыграть максимум год, а затем вернуться к своей прежней анонимной жизни. После нескольких матчей WSOP Телл выходит в финал, где проигрывает Мистеру США, который на самом деле является украинцем. Выигрыш составил 54 тысячи долларов, половина из которых достаётся Ла Линде, как спонсору. Однако ни растущее влечение к Ла Линде, ни опека над Кёрком не позволяют Уильяму подпустить их ещё ближе в свою жизнь, и он продолжает зарабатывать деньги на азартных играх.
На квалификационном раунде в Панама-Сити Кёрк признается, что он всё ещё хочет убить Гордо, после чего Уильям приглашает его в свой номер мотеля и принимает образ следователя, как когда-то в Абу-Грейбе. Нагнав на него страху, он убеждает Кёрка взять 150 тысяч долларов, чтобы выплатить долги (свои и мамы) и начать новую жизнь со своей мамой в Орегоне (Телл выяснил, где она сейчас живёт и номер её телефона). Кёрк уходит с деньгами, а Уильям попадает за финальный стол матча WSOP. Через пару дней Кёрк должен добраться до места проживания матери, в Портленд, и затем связаться с Уильямом. Во время перерыва в игре, Телл получает сообщение от Кёрка — фотографию дома Гордо из Google, которую тот показывал ему ранее, рассказывая о своём плане. Уильям понимает, что не смог убедить юношу начать жизнь заново, эти мысли отвлекают его во время матча и он внезапно встаёт из-за стола и уходит, оставляя всех в недоумении.
В своём номере Уильям проверяет новости, и видит, что Кёрк провалил свой план и был убит Гордо. Уильям совершает ночную поездку, для того чтобы добраться до дома Гордо. Встретив его сидя в кресле, накрытом простынёй, как в номерах мотелей, Телл держит его под прицелом и рассказывает, кто он и зачем здесь. Вместо того, чтобы стрелять в него на месте, Уильям отводит Гордо в другую комнату, для «реконструкции», из которой выйти сможет лишь один. Мы слышим крики обоих мужчин, но в конце концов Уильям выходит из комнаты, тяжело раненый, и звонит в полицию, дабы сообщить об убийстве.
Уильям оказывается в той же военной тюрьме, в форте Ливенворт, где сидел ранее. Однажды к нему приходит посетитель —  Ла Линда. В комнате для свиданий их разделяет стекло, но они протягивают руки друг к другу и каждый указательным пальцем дотрагивается до него..  показывая, что это не преграда для их чувств.

## В ролях
- Оскар Айзек — Уильям Телл
- Тай Шеридан — Кёрк
- Тиффани Хаддиш — Ла Линда
- Уиллем Дефо — майор Джон Гордо
- Екатерина Бэйкер — Сара
- Джоэль Майкли — Ронни

## Производство
В октябре 2019 года стало известно, что Оскар Айзек планирует сняться в фильме, сценаристом и режиссёром которого станет Пол Шредер. В январе 2020 года Шредер объявил, что к актёрском составу присоединились Тай Шеридан, Тиффани Хаддиш и Уиллем Дефо.
Съёмки начались в Билокси, штат Миссисипи, 24 февраля 2020 года. 16 марта 2020 года производство фильма было приостановлено после того, как у второстепенного актёра, прилетевшего из Лос-Анджелеса, оказался положительный тест на COVID-19. Производство фильма возобновилось 6 июля 2020 года и завершилось 12 июля 2020 года.
Саундтрек к фильму написал Роберт Левон Бин, фронтмен и автор песен группы Black Rebel Motorcycle Club.
Чтобы Оскар Айзек лучше понял переживания своего героя, режиссёр посоветовал ему прочитать книгу одного из ведущих экспертов по травматическому стрессу Бесселя ван дер Колка «Тело помнит всё. Какую роль психологическая травма играет в жизни человека и какие техники помогают её преодолеть».
Действие фильма разворачивается в американских казино, коктейль-барах и гостиничных номерах.

## Маркетинг
Локализованный трейлер фильма был опубликован в сети 12 августа 2021 года.

## Критика
Кинокритики в основном положительно отзываются о фильме. На сайте Rotten Tomatoes у него 97% свежести.
«Подобно своему главному герою в фильме «Холодный расчет» – профессиональному игроку в покер – Пол Шрейдер играет в долгую игру. И выигрывает, консервативно придерживаясь тщательно рассчитанных ходов, не действуя импульсивно. Сценарист-режиссер достает свою выигрышную карту, и облака расступаются, солнце светит ярко, и искупление – творческое и моральное – настигает зрителя». Deadline
«Холодный расчет» – это «Таксист» нашего времени». Reeling Reviews
«Оскар Айзек, представший в роли Уильяма Телла, своей насыщенной актерской игрой и опасным магнетизмом заставляет вспомнить Аль Пачино в образе Майкла Корлеоне». The Hollywood Reporter
«Захватывающая притча о моральной расплате, созданная по канонам жанра триллера». Daily Telegraph
«Поначалу кажется, что это фильм об азартных карточных играх. Но на деле это гипнотический триллер о трагическом и извилистом пути к искуплению». The Playlist
«Крайне захватывающая картина, заправленная мрачным юмором и тонким комментарием о сущностной пустоте американской жизни». Little White Lies

## Релиз
В июле 2020 года компания Focus Features приобрела права на распространение фильма. Известно, что в российский прокат триллер выйдет 23 сентября 2021 года.